# Барятино (Таруський район)
Барятино (рос. Барятино) — село в Таруському районі Калузької області Російської Федерації.
Населення становить 399 осіб. Входить до складу муніципального утворення Село Барятино.

## Історія
До XVI ст. перебувало у складі Чернігівського князівства.
З XVI-XVII століття удільне князівство Барятинське. 

Спочатку було у складів Великого князівства Литовського і Руського, потім було захоплено Московією. 
З XVII століття є вотчиною князів Голіциних.
Від 2004 року входить до складу муніципального утворення Село Барятино

## Населення
| 2002 | 2010 |
| ---- | ---- |
| 471  | ↘399 |